# Linearna funkcija
Línearna fúnkcija je realna funkcija oblike f(x) = kx + n. Graf te funkcije v ravninskem kartezičnem koordinatnem sistemu je premica.
Opozorilo: linearna funkcija v splošnem ni isto kot linearna transformacija. Linearna funkcija sodi v skupino afinih transformacij in jo zato včasih imenujemo tudi afina funkcija. Linearna funkcija je hkrati tudi linearna transformacija, če in samo če je n = 0.
Fizikalni zgled za linearno funkcijo je pot pri premem enakomernem gibanju v odvisnosti od časa.

## Značilnosti linearne funkcije
Graf linearne funkcije je vedno premica. 
Število n = f(0) določa točko, kjer graf seka ordinatno os, zato se imenuje odsek na ordinatni osi. S to točko po navadi tudi začnemo risati graf, zato se n imenuje tudi začetna vrednost.
Število k določa smer premice, zato se imenuje smerni koeficient ali smerni količnik.
- Če je k pozitiven, je linearna funkcija naraščajoča..
- Če je k negativen, je linearna funkcija padajoča.
- Če je k = 0, je linearna funkcija konstantna - graf je v tem primeru vzporeden abscisni osi.

Smerni količnik premice, ki poteka skozi dve dani točki A(x1,y1) in B(x2,y2) lahko izračunamo po formuli:
{\displaystyle k={\frac {y_{2}-y_{1}}{x_{2}-x_{1}}}\!\,.}
Nato iz formule {\displaystyle y=k*x+n} izpeljemo formulo za izračun n:  {\displaystyle n=y_{1}-k*x_{1}}oziroma {\displaystyle n=y_{2}-k*x_{2}}

### Pogoj vzporednosti
Grafa linearnih funkcij sta vzporedni premici, če velja:
{\displaystyle k_{1}=k_{2}\!\,.}

### Pogoj pravokotnosti
Grafa linearnih funkcij sta pravokotni premici, če velja:
{\displaystyle k_{1}=-{\frac {1}{k_{2}}}\!\,.}

### Kot med premicama
Ostri kot med premicama s smernima koeficientoma k1 in k2 lahko izračunamo po formuli:
{\displaystyle \tan \varphi ={\Big |}{\frac {k_{1}-k_{2}}{1+k_{1}k_{2}}}{\Big |}\!\,.}